# Сарсембаев, Ерлан Жаксылыкович
Ерлан Жаксылыкович Сарсембаев (каз. Ерлан Жақсылықұлы Сәрсембаев, 1975, п. Октябрь, Талгарский район, Алматинская область, Казахская ССР) — министр юстиции Республики Казахстан.

## Биография
Сарсембаев Ерлан Жаксылыкович родился в 1975 году в поселке Октябрь Талгарского района Алматинской области. По национальности казах.
В 1997 году окончил Алматинский институт энергетики и связи по специальности «Радиоинженер». В 2000 году окончил Гуманитарный университет имени Д. А. Кунаева по специальности «Юрист».
В 1998—2002 годах проходил службу в Вооружённых силах Республики Казахстан. Занимал должности офицера, старшего офицера, начальника отдела международных договоров Департамента международного военного сотрудничества Аппарата Министра обороны Республики Казахстан.
В 2002—2005 годах — консультант, затем заведующий сектором Отдела обороны и правопорядка Канцелярии Премьер-Министра Республики Казахстан.
В 2005—2011 годах — работа в Аппарате Сената Парламента Республики Казахстан: заместитель заведующего Отделом по взаимодействию с Комитетом по международным делам, обороне и безопасности; заведующий Отделом по взаимодействию с Комитетом по социально-культурному развитию.
В 2011—2016 годах — заместитель начальника, затем начальник Юридического департамента Комитета национальной безопасности Республики Казахстан.
В 2016—2017 годах — заведующий Отделом по взаимодействию с Комитетом по социально-культурному развитию и науке Аппарата Сената Парламента Республики Казахстан.
В 2017—2019 годах — заместитель Руководителя Аппарата Сената Парламента Республики Казахстан.
В 2019—2022 годах — заведующий Отделом по взаимодействию с Комитетом по международным отношениям, обороне и безопасности Аппарата Сената Парламента Республики Казахстан.
С 1 января 2023 по 8 января 2025 года — судья Конституционного Суда Республики Казахстан.
9 января 2025 года назначен Указом Президента Республики Казахстан Министром юстиции Республики Казахстан.

## Награды
Медаль «Ерен еңбегі үшін» (За трудовое отличие);
Нагрудный знак «Үздік мемлекеттік қызметші» (Лучший государственный служащий);
Юбилейные и ведомственные награды Верховного Суда, КНБ, Министерства обороны и МЧС Республики Казахстан.